# Fahrzeugschein

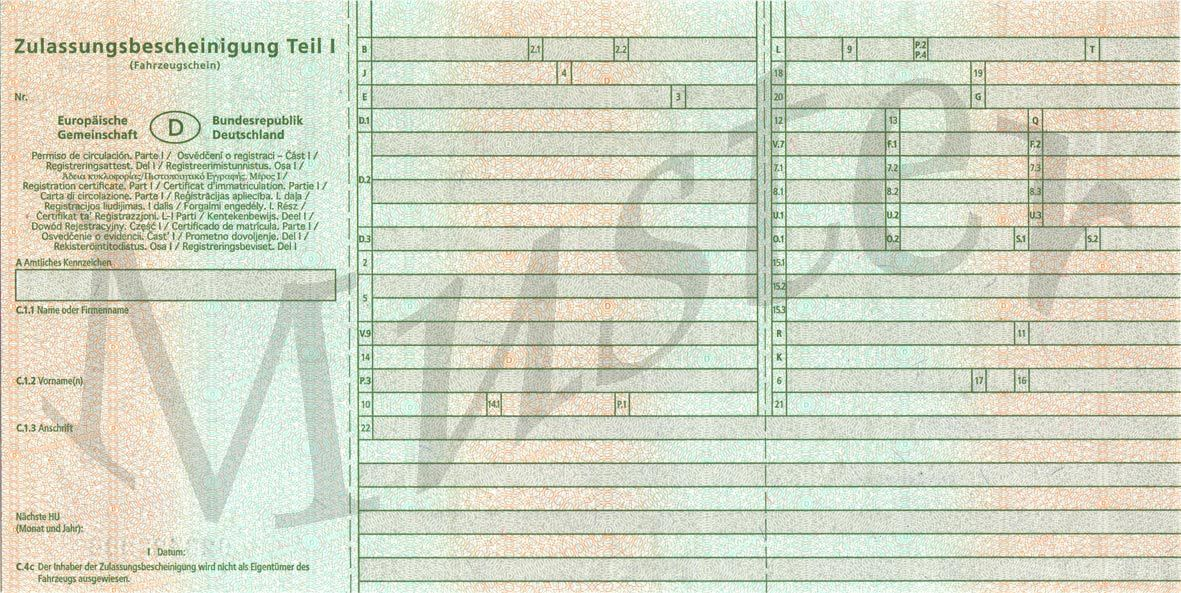
Vorderseite des deutschen Fahrzeugscheins, der seit 1. Oktober 2005 ‚Zulassungsbescheinigung Teil I‘ heißt

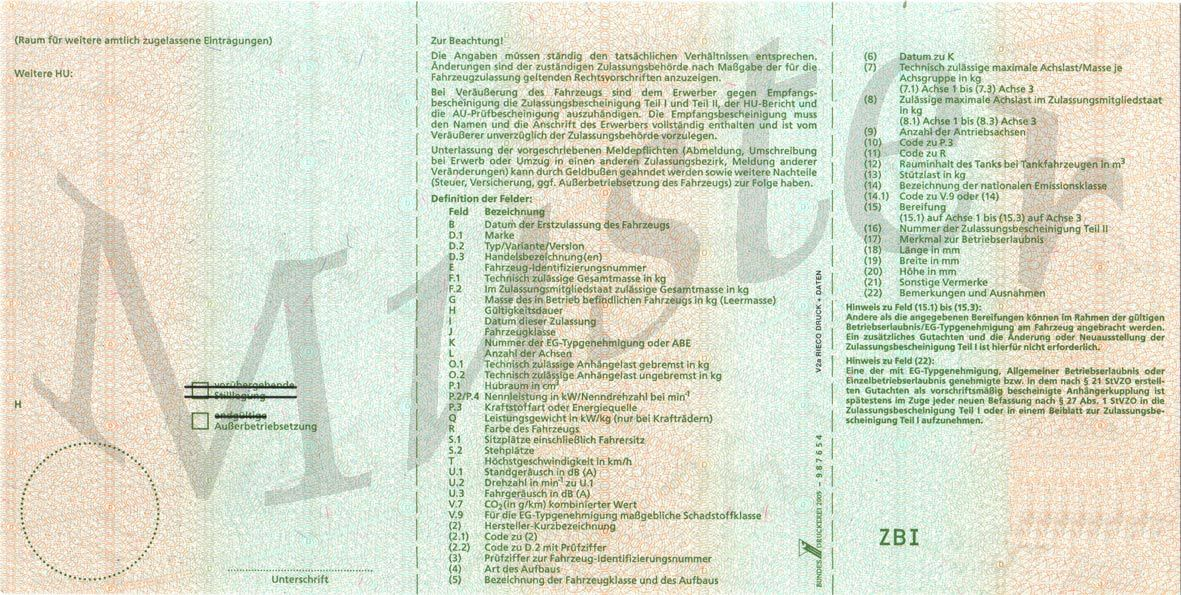
Rückseite des Dokumentes

Der Fahrzeugschein wird von der Kraftfahrzeug-Zulassungsbehörde bei der An- oder Ummeldung von Straßenfahrzeugen ausgestellt und dient der Identifizierung eines zulassungspflichtigen Fahrzeugs.
Seit Oktober 2005 unterliegt der Fahrzeugschein in Deutschland EU-einheitlichen Regelungen als Zulassungsbescheinigung, wie dies in Österreich schon seit 2003 der Fall ist. Die aktuellen fälschungsgesicherten Fahrzeugscheine, die im Gesetz noch immer Fahrzeugschein heißen, tragen diese Bezeichnung im Formular allerdings nur noch als Klammerzusatz zur offiziellen Bezeichnung Zulassungsbescheinigung Teil I.

## Rechtliche Bedeutung

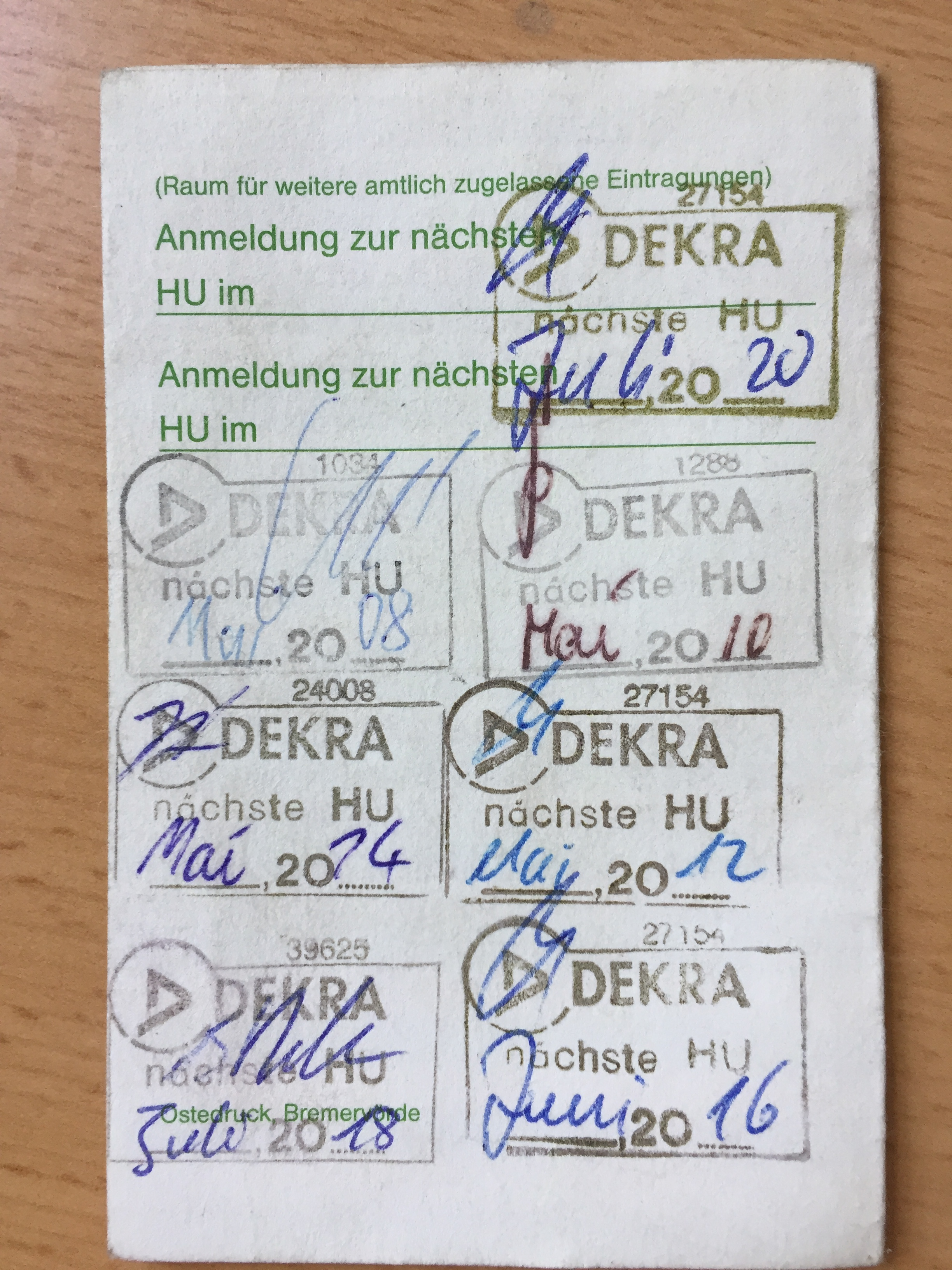
Fahrzeugschein mit HU-Stempeln

In Deutschland ist der Fahrzeugschein (§ 13 FZV) seit dem 1. Oktober 2005 Teil I der Zulassungsbescheinigung, deren Teil II der Fahrzeugbrief ist. Der Fahrzeugschein enthält die wichtigsten technischen Angaben, die der Betriebserlaubnis zugrunde liegen, sowie Name und Anschrift desjenigen, auf den das Fahrzeug zugelassen ist, amtliches Kennzeichen und Vermerke über die Durchführung der Hauptuntersuchung.
Bei der Zulassung eines Straßenfahrzeugs wird mit der Zuteilung des amtlichen Kennzeichens eine neue Zulassungsbescheinigung (Teil I) ausgestellt, und bei der Abmeldung des Fahrzeuges wird der bisherige Fahrzeugschein entwertet.
Aussehen und Beschaffenheit sind in Anlage 6 und Anlage 7 für Fahrzeuge der Bundeswehr der FZV vorgeschrieben. Die Richtlinie zur Zulassungsbescheinigung Teil I und Teil II (Verkehrsblatt 2005 S. 188) erläutert den Fahrzeugschein und regelt die Ausgabe und das Ausfüllen durch die Zulassungsstellen.
Der Fahrzeugschein ist eine Urkunde, damit sind die Vorschriften des § 267 StGB (Urkundenfälschung) anwendbar.
Die Polizei ist bei einer Kontrolle zur Einsicht in den Fahrzeugschein berechtigt, er ist gemäß § 13 Abs. 6 FZV beim Fahren eines Kraftfahrzeugs ständig mitzuführen. Beim Verlassen des Fahrzeugs ist der Fahrzeugschein nicht im Auto zu belassen, um bei einem Diebstahl des Kfz dem Dieb keine Legitimation zum Führen dieses Fahrzeugs zu geben. Wird der Fahrzeugschein bei einer polizeilichen Kontrolle nicht mitgeführt oder auf Verlangen nicht vorgezeigt, liegt eine Ordnungswidrigkeit nach § 77 Nr. 4 FZV vor und kann ein Verwarnungsgeld von zehn Euro nach sich ziehen (BKat Nr. 174).
Entgegen weitverbreiteter Ansicht ist der Halter eines Kraftfahrzeugs nicht zwangsläufig mit demjenigen identisch, auf den das Fahrzeug zugelassen ist. Halter eines Kraftfahrzeugs ist, wer ein Fahrzeug dauerhaft auf eigene Rechnung gebraucht und darüber hinaus die Verfügungsgewalt über das Fahrzeug ausübt. Die Eigentümereigenschaft und die Zulassung zum Straßenverkehr sind regelmäßig nur Indizien für die Haltereigenschaft. Es ist daher beispielsweise möglich, dass Person A Eigentümer eines Fahrzeugs ist, das auf Person B zugelassen ist, während Person C die Kosten bestreitet und über das Fahrzeug verfügt und damit Halter ist. Nur den Halter trifft die Gefährdungshaftung nach § 7 StVG.

## Felder des Fahrzeugscheins
Hier sind die Felder der Zulassungsbescheinigung Teil I mit ihrer europaweit gültigen EG-Schlüsselnummer aufgelistet. Darüber hinaus ist die nationale Schlüsselnummer im bis 2005 gültigen Fahrzeugschein angegeben, die allerdings nicht mit den aktuellen Schlüsselnummern übereinstimmt.
| Eintrag                                        | Aktuelle EG-Schlüsselnummer | Alte nationale Schlüsselnummer |
| ---------------------------------------------- | --------------------------- | ------------------------------ |
| Amtliches Kennzeichen                          | A                           | –                              |
| Datum der Erstzulassung                        | B                           | 32                             |
| Name oder Firmenname des Halters               | C.1.1                       | –                              |
| Vorname des Halters                            | C.1.2                       | –                              |
| Anschrift des Halters                          | C.1.3                       | –                              |
| Marke                                          | D.1                         | 2                              |
| Typ/Variante/Version                           | D.2                         | 3                              |
| Handelsbezeichnung(en)                         | D.3                         | –                              |
| Fahrzeug-Identifikationsnummer                 | E                           | 4                              |
| Technisch zulässige Gesamtmasse                | F.1                         | 15                             |
| Im Zulassungsstaat zulässige Gesamtmasse       | F.2                         | 15                             |
| Leergewicht                                    | G                           | 14                             |
| Gültigkeitsdauer                               | H                           | –                              |
| Datum dieser Zulassung                         | I                           | –                              |
| Fahrzeugklasse                                 | J                           | 1                              |
| Nummer der Typgenehmigung oder ABE             | K                           | –                              |
| Anzahl der Achsen                              | L                           | 18                             |
| Technisch zulässige Anhängelast gebremst       | O.1                         | 28                             |
| Technisch zulässige Anhängelast ungebremst     | O.2                         | 29                             |
| Hubraum                                        | P.1                         | 8                              |
| Nennleistung / Nenndrehzahl                    | P.2/P.4                     | 7                              |
| Kraftstoffart oder Energiequelle               | P.3                         | –                              |
| Leistungsgewicht (Nur bei Krafträdern)         | Q                           | –                              |
| Farbe des Fahrzeugs                            | R                           | –                              |
| Sitzplätze einschließlich Fahrersitz           | S. 1                        | 10                             |
| Stehplätze                                     | S. 2                        | 11                             |
| Höchstgeschwindigkeit                          | T                           | 6                              |
| Standgeräusch                                  | U.1                         | 30                             |
| Drehzahl zu U.1                                | U.2                         | –                              |
| Fahrgeräusch                                   | U.3                         | 31                             |
| CO2-Emission pro km                            | V.7                         | –                              |
| Maßgebliche Schadstoffklasse                   | V.9                         | –                              |
| Hersteller-Kurzbezeichnung                     | 2                           | 2                              |
| Code zu (2)                                    | 2.1                         | –                              |
| Code zu D.2 mit Prüfziffer                     | 2.2                         | –                              |
| Prüfziffer der Fahrzeug-Identifikationsnummer  | 3                           | 4                              |
| Art des Aufbaus                                | 4                           | 1                              |
| Bezeichnung der Fahrzeugklasse und des Aufbaus | 5                           | 1                              |
| Datum zu K                                     | 6                           | –                              |
| Technisch zulässige Achslast je Achsgruppe     | 7.1–7.3                     | 16v 16m 16h                    |
| Zulässige Achslast im Zulassungsstaat          | 8.1–8.3                     | 16v 16m 16h                    |
| Anzahl der Antriebsachsen                      | 9                           | 19                             |
| Kraftstoffcode zu P.3                          | 10                          | –                              |
| Code zu R                                      | 11                          | –                              |
| Rauminhalt des Tanks bei Tankfahrzeugen        | 12                          | 10                             |
| Stützlast                                      | 13                          | –                              |
| Bezeichnung der nationalen Emissionsklasse     | 14                          | 1                              |
| Code zu V.9 oder (14) (Schadstoffschlüssel)    | 14.1                        | 5                              |
| Bereifung                                      | 15.1–15.3                   | 20–23                          |
| Nummer der Zulassungsbescheinigung Teil II     | 16                          | –                              |
| Merkmal der Betriebserlaubnis                  | 17                          | –                              |
| Länge                                          | 18                          | 13L                            |
| Breite                                         | 19                          | 13B                            |
| Höhe                                           | 20                          | 13H                            |
| Sonstige Vermerke                              | 21                          | –                              |
| Bemerkungen und Ausnahmen                      | 22                          | –                              |

## Sonstiges
Der Fahrzeugschein ist eine wichtige Voraussetzung, wenn eine offizielle Fahrzeugbewertung durchgeführt werden soll, sowie der Verkauf eines Fahrzeugs bevorsteht. Laut einer Antwort der Bundesregierung auf eine Anfrage der FDP-Fraktion wird geplant, einen digitalen Fahrzeugschein in Deutschland einzuführen. So müssten Fahrzeughalter weniger Dokumente im Fahrzeug mit sich führen.